# Каралли-Торцов, Алексей Михайлович
Алексей Михайлович Каралли-Торцов (ок. 1865, Москва, Российская империя — после 1930, Париж, Франция) — советский актёр театра и кино, театральный деятель, режиссёр, антрепренёр Ярославского театра.

## Биография
Родился около 1865 года в Москве в семье отца М. Д. Каралли — греческого консула и его супруги Юлии Игнатьевны (урождённой Музиль). В семье также было двое его старших братьев, которых звали Михаилом и Дмитрием.
Имея порядочное состояние, держал антрепризу в различных провинциальных театрах страны и за её пределами. Каралли-Торцов трижды удерживал антрепризу в Ярославском театре около семи сезонов. Алексей Михайлович держал пять сезонов работая в старом здании данного театра, с 1912 года по 1914 год — в новом здании театра, построенном в 1909—1911 годах по проекту советского архитектора Н. А. Спирина.
После знакомства с драматической актрисой Ольгой Николаевной (1870—1928), урождённой Крушенковой, которая выступала на сцене под фамилией Ольгина, в 1888 году Каралли-Торцов сделал ей предложение и женился. Воспитывали в совместном браке дочь В. А. Каралли, ставшую позже балериной, педагогом и актрисой эпохи немого кино.
Скончался после 1930-х годов в Париже.

## Творчество

### Фильмография
- 1915 — От преступления к преступлению — Городихин
- 1917 — Душа клоуна — Роман Улыбин, музыкальный клоун
- 1917 — Ступени жизни — муж Елены
- 1918 — Последняя встреча — Гортон, фотограф